# Sekken
Sekken est une petite île du Romsdalsfjorden. Elle fait partie de la commune de Molde, comté de Møre og Romsdal. L'île a une superficie de 18,47 km2 pour une population d'environ 150 habitants (2004). L'île est située à 40 minutes en ferry du centre de Molde. Le point culminant de l'île, Tranhaugen, est à 304 mètres d'altitude.

## Histoire
Le roi Håkon Hardebrei est tué par le jarl Erling Skakke lors d'une bataille navale au large de l'île en 1162. Aujourd'hui une promenade est organisée chaque année pour commémorer cet évènement.
Sekken faisait partie de l'ancienne commune de Veøy avant d'être rattachée à la commune de Molde en même temps que l'île de Veøya et Nesjestranda.